# Daurlong
Daurlong (il cui nome significa "drago di Daur", dal cinese Pinyin 龙/lóng "drago") è un genere estinto di dinosauro teropode dromaeosauride vissuto nel Cretaceo inferiore, circa 121.23 milioni di anni fa (Aptiano), in quella che oggi è la Formazione Longjiang, in Cina. Il genere contiene una singola specie, D. wangi, nota per uno scheletro squisitamente conservato e quasi completo. L'esemplare olotipo di Daurlong rappresenta anche la prima occorrenza descritta di una regione intestinale conservata in un teropode strettamente imparentato con gli uccelli.

## Scoperta e denominazione
L'esemplare olotipo, IMMNH -PV00731, venne rinvenuto nei sedimenti della Formazione Longjiang (località Pigeon Hill) nella Bandiera autonoma daur di Morin Dawa, Mongolia interna, Cina. Questa località è stata datata all'età Aptiana del Cretacico inferiore. L'olotipo consiste in un esemplare quasi completo di un singolo individuo, compreso un cranio quasi perfettamente articolato. La stessa lastra che contiene l'olotipo, conserva anche lo scheletro parziale di un piccolo anuro.
Nel 2022, Daurlong wangi è stato descritto formalmente come un nuovo genere e specie di dinosauro teropode dromaeosauride da Xuri Wang, Andrea Cau, Bin Guo, Feimin Ma, Gele Qing e Yichuan Liu sulla base dell'olotipo. Il nome del genere, Daurlong, combina un riferimento al popolo Daur, unito al suffisso cinese "龙" ("lóng"), che significa "drago". Il nome della specie, wangi, rende invece omaggio a Wang Junyou, il direttore del Museo di Storia Naturale della Mongolia Interna.

## Descrizione
Daurlong era un dromaeosauride di medie dimensioni, raggiungendo una lunghezza di circa 1,5 metri. L'esemplare conservato è l'85% delle dimensioni dell'olotipo di Tianyuraptor, e il 93% delle dimensioni dell'olotipo di Zhenyuanlong.
Il cranio è circa il 94% della lunghezza del femore e gli arti anteriori sono meno del 60% della lunghezza degli arti posteriori. Il cranio è deformato a causa dei processi di fossilizzazione, dando l'impressione che l'animale presenti una cresta ossea sul muso, simile a quella di Guanlong. Tuttavia, l'analisi del fossile ha portato alla conclusione che la "cresta" non sia altro che un artefatto della fossilizzazione, e che la "cresta" sia in realtà il tetto del nasale (e parte del lacrimale destro), spostatosi durante la fossilizzazione. L'esemplare presenta anche delle impronte di piumaggio nella regione cervicale, più precisamente nella parte posteriore del cranio e del collo, e sui bordi della coda. Tuttavia, non sono presenti impronte di penne sulle braccia e sulla coda, come in Zhenyuanlong. 

### Tessuti molli
Nella parte posteriore della cavità addominale è visibile uno strato di argilla nero-blu tra le costole addominali e le ossa pubiche. Il bordo anteriore dello strato si trova sotto la nona vertebra dorsale e continua oltre il bordo superiore della cavità addominale. L'altezza massima viene raggiunta al di sotto della decima e dell'undicesima vertebra dorsale, dove lo strato sporge più in profondità nei gastrali. Dietro di esso, lo strato è presente solo nella parte superiore. Questo strato corrisponde alla traccia intestinale osservata nell'olotipo di Scipionyx, rendendo Daurlong uno dei pochi dinosauri conservatisi con parte degli organi interni. Un'altra somiglianza con la traccia intestinale di Scipionyx è lo "spazio vuoto" presente tra lo strato e le ossa pubiche. 
Lo strato è costituito da un insieme strettamente contiguo di microcristalli con un diametro da uno a tre micron. Probabilmente, si tratta della mineralizzazione dei residui di conversione dei batteri. A differenza di Scipionyx, non sono stati trovati resti dell'ultimo pasto dell'animale. Non ci sono segni dello stomaco, probabilmente a causa dell'effetto degli acidi gastrici.

## Classificazione

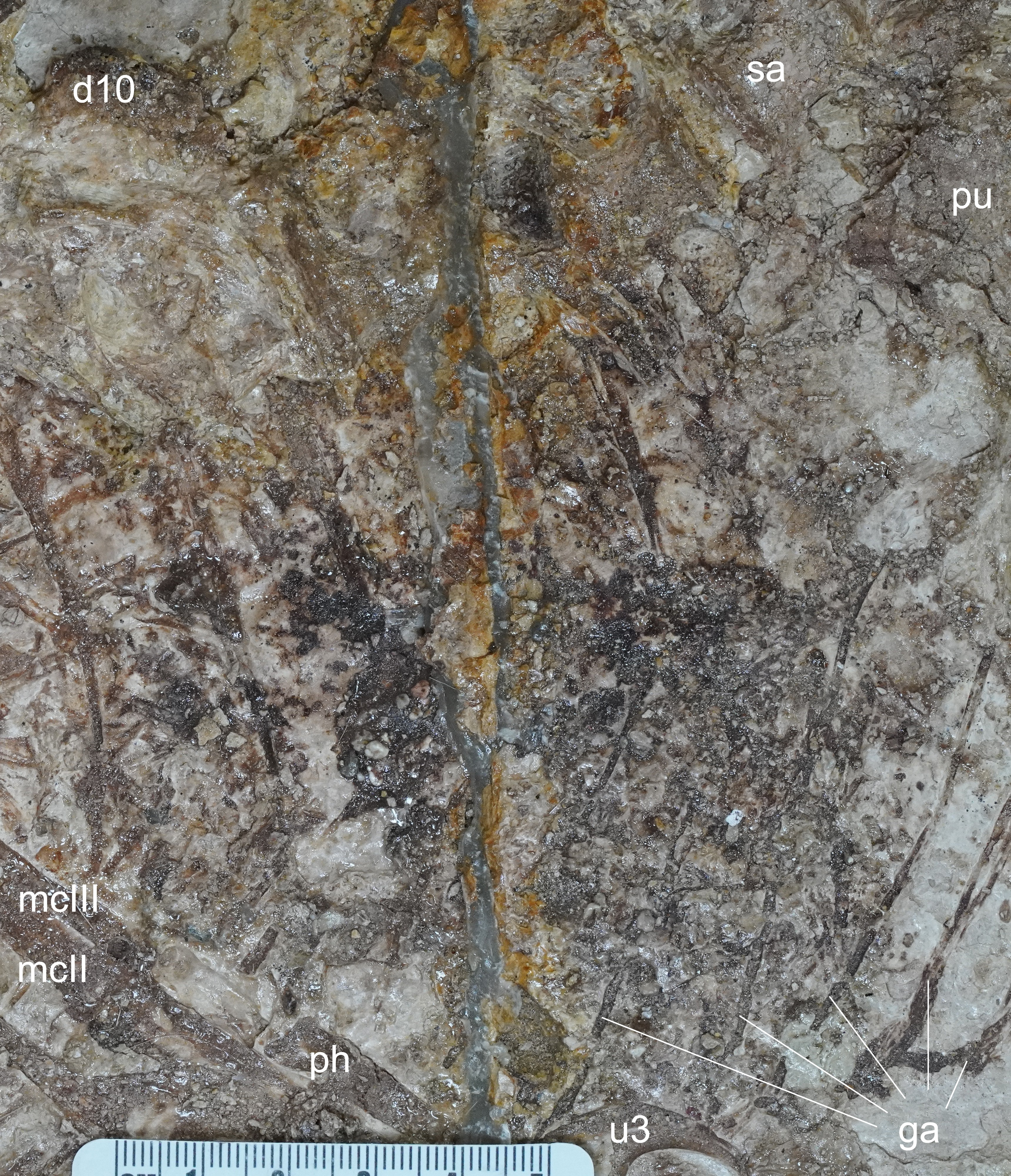
Regione addominale dell'olotipo di Daurlong

Nelle loro analisi filogenetiche, Wang et al. (2022) hanno recuperato Daurlong come un membro di Dromaeosauridae, in un clade contenente Tianyuraptor e Zhenyuanlong. Il cladogramma sottostante mostra i risultati delle loro analisi filogenetiche.
|  | Halszkaraptorinae |
|  |                   |
|  | Unenlagiinae      |
|  |                   |

|  | Tianyuraptor                                              |
|  |                                                           |
|  | \| \| Daurlong \| \| \| \| \| \| Zhenyuanlong \| \| \| \| |
|  |                                                           |
|  | Daurlong                                                  |
|  |                                                           |
|  | Zhenyuanlong                                              |
|  |                                                           |

|  | Daurlong     |
|  |              |
|  | Zhenyuanlong |
|  |              |

|  | Eudromaeosauria |
|  |                 |

|  | Tianyuraptor                                              |
|  |                                                           |
|  | \| \| Daurlong \| \| \| \| \| \| Zhenyuanlong \| \| \| \| |
|  |                                                           |
|  | Daurlong                                                  |
|  |                                                           |
|  | Zhenyuanlong                                              |
|  |                                                           |

|  | Daurlong     |
|  |              |
|  | Zhenyuanlong |
|  |              |

|  | Eudromaeosauria |
|  |                 |

|  | Tianyuraptor                                              |
|  |                                                           |
|  | \| \| Daurlong \| \| \| \| \| \| Zhenyuanlong \| \| \| \| |
|  |                                                           |
|  | Daurlong                                                  |
|  |                                                           |
|  | Zhenyuanlong                                              |
|  |                                                           |

|  | Daurlong     |
|  |              |
|  | Zhenyuanlong |
|  |              |

|  | Eudromaeosauria |
|  |                 |

|  | Tianyuraptor                                              |
|  |                                                           |
|  | \| \| Daurlong \| \| \| \| \| \| Zhenyuanlong \| \| \| \| |
|  |                                                           |
|  | Daurlong                                                  |
|  |                                                           |
|  | Zhenyuanlong                                              |
|  |                                                           |

|  | Daurlong     |
|  |              |
|  | Zhenyuanlong |
|  |              |

|  | Eudromaeosauria |
|  |                 |

|  | Tianyuraptor                                              |
|  |                                                           |
|  | \| \| Daurlong \| \| \| \| \| \| Zhenyuanlong \| \| \| \| |
|  |                                                           |
|  | Daurlong                                                  |
|  |                                                           |
|  | Zhenyuanlong                                              |
|  |                                                           |

|  | Daurlong     |
|  |              |
|  | Zhenyuanlong |
|  |              |

|  | Eudromaeosauria |
|  |                 |

|  | Tianyuraptor                                              |
|  |                                                           |
|  | \| \| Daurlong \| \| \| \| \| \| Zhenyuanlong \| \| \| \| |
|  |                                                           |
|  | Daurlong                                                  |
|  |                                                           |
|  | Zhenyuanlong                                              |
|  |                                                           |

|  | Daurlong     |
|  |              |
|  | Zhenyuanlong |
|  |              |

|  | Eudromaeosauria |
|  |                 |

|  | Tianyuraptor                                              |
|  |                                                           |
|  | \| \| Daurlong \| \| \| \| \| \| Zhenyuanlong \| \| \| \| |
|  |                                                           |
|  | Daurlong                                                  |
|  |                                                           |
|  | Zhenyuanlong                                              |
|  |                                                           |

|  | Daurlong     |
|  |              |
|  | Zhenyuanlong |
|  |              |

|  | Eudromaeosauria |
|  |                 |

|  | Tianyuraptor                                              |
|  |                                                           |
|  | \| \| Daurlong \| \| \| \| \| \| Zhenyuanlong \| \| \| \| |
|  |                                                           |
|  | Daurlong                                                  |
|  |                                                           |
|  | Zhenyuanlong                                              |
|  |                                                           |

|  | Daurlong     |
|  |              |
|  | Zhenyuanlong |
|  |              |

|  | Eudromaeosauria |
|  |                 |

|  | Halszkaraptorinae |
|  |                   |
|  | Unenlagiinae      |
|  |                   |

|  | Tianyuraptor                                              |
|  |                                                           |
|  | \| \| Daurlong \| \| \| \| \| \| Zhenyuanlong \| \| \| \| |
|  |                                                           |
|  | Daurlong                                                  |
|  |                                                           |
|  | Zhenyuanlong                                              |
|  |                                                           |

|  | Daurlong     |
|  |              |
|  | Zhenyuanlong |
|  |              |

|  | Eudromaeosauria |
|  |                 |

|  | Tianyuraptor                                              |
|  |                                                           |
|  | \| \| Daurlong \| \| \| \| \| \| Zhenyuanlong \| \| \| \| |
|  |                                                           |
|  | Daurlong                                                  |
|  |                                                           |
|  | Zhenyuanlong                                              |
|  |                                                           |

|  | Daurlong     |
|  |              |
|  | Zhenyuanlong |
|  |              |

|  | Eudromaeosauria |
|  |                 |

|  | Tianyuraptor                                              |
|  |                                                           |
|  | \| \| Daurlong \| \| \| \| \| \| Zhenyuanlong \| \| \| \| |
|  |                                                           |
|  | Daurlong                                                  |
|  |                                                           |
|  | Zhenyuanlong                                              |
|  |                                                           |

|  | Daurlong     |
|  |              |
|  | Zhenyuanlong |
|  |              |

|  | Eudromaeosauria |
|  |                 |

|  | Tianyuraptor                                              |
|  |                                                           |
|  | \| \| Daurlong \| \| \| \| \| \| Zhenyuanlong \| \| \| \| |
|  |                                                           |
|  | Daurlong                                                  |
|  |                                                           |
|  | Zhenyuanlong                                              |
|  |                                                           |

|  | Daurlong     |
|  |              |
|  | Zhenyuanlong |
|  |              |

|  | Eudromaeosauria |
|  |                 |

|  | Tianyuraptor                                              |
|  |                                                           |
|  | \| \| Daurlong \| \| \| \| \| \| Zhenyuanlong \| \| \| \| |
|  |                                                           |
|  | Daurlong                                                  |
|  |                                                           |
|  | Zhenyuanlong                                              |
|  |                                                           |

|  | Daurlong     |
|  |              |
|  | Zhenyuanlong |
|  |              |

|  | Eudromaeosauria |
|  |                 |

|  | Tianyuraptor                                              |
|  |                                                           |
|  | \| \| Daurlong \| \| \| \| \| \| Zhenyuanlong \| \| \| \| |
|  |                                                           |
|  | Daurlong                                                  |
|  |                                                           |
|  | Zhenyuanlong                                              |
|  |                                                           |

|  | Daurlong     |
|  |              |
|  | Zhenyuanlong |
|  |              |

|  | Eudromaeosauria |
|  |                 |

|  | Tianyuraptor                                              |
|  |                                                           |
|  | \| \| Daurlong \| \| \| \| \| \| Zhenyuanlong \| \| \| \| |
|  |                                                           |
|  | Daurlong                                                  |
|  |                                                           |
|  | Zhenyuanlong                                              |
|  |                                                           |

|  | Daurlong     |
|  |              |
|  | Zhenyuanlong |
|  |              |

|  | Eudromaeosauria |
|  |                 |

|  | Tianyuraptor                                              |
|  |                                                           |
|  | \| \| Daurlong \| \| \| \| \| \| Zhenyuanlong \| \| \| \| |
|  |                                                           |
|  | Daurlong                                                  |
|  |                                                           |
|  | Zhenyuanlong                                              |
|  |                                                           |

|  | Daurlong     |
|  |              |
|  | Zhenyuanlong |
|  |              |

|  | Eudromaeosauria |
|  |                 |